# 尹昭德
尹昭德（1968年5月13日—），台湾男演员。他曾於2003年至2005年期間在種子親子實驗小學任職教師，也在台灣有多部戲劇作品。

## 電視劇
- 1991年華視《小市民的天空》飾阿德
- 1991年華視《華視劇展－小市民的天空系列：我們算不算天使》飾林建國
- 1994年中視《戴著面罩的男人》
- 1994年台視《抒情時代》飾林文偉
- 1995年超視《我們一家都是人》飾阿德
- 1997年中視《罌粟花》飾陳安安
- 2000年公視《蜜蜂》
- 2001年中視《旅人的故事》
- 2001年台視《江山樓》飾阿博
- 2001年大愛電視台《詠-真情回味》飾蔡德音
- 2001年大愛電視台《日出》飾方永祥
- 2002年大愛電視台《軍官與面具》飾陳輝
- 2005年三立台灣台《金色摩天輪》飾天明
- 2006年中視《白色巨塔》飾張健
- 2007年台視《星星知我心》飾梁駿林
- 2007年三立都會台《櫻野三加一》飾阿將父
- 2007年大愛電視台《回甘人生味》飾柯國壽
- 2008年大愛電視台《冬筍的滋味》飾弦仔
- 2008年大愛電視台《竹音深處》飾姜天龍
- 2009年大愛電視台《台九線上的愛》飾張玉麟
- 2010年大愛電視台《幸福的青鳥》飾梁昌枝
- 2011年大愛電視台《愛的界線》飾林德源
- 2011年大愛電視台《珍愛情緣》飾柯國壽
- 2012年大愛電視台《陪你看天星》飾張開平
- 2012年大愛電視台《愛的微光》飾李進福
- 2012年大愛電視台《正義的化身》飾張明得
- 2012年大愛電視台《白袍的約定》飾洪宏典
- 2012年大愛電視台《家好月圓》飾楊中喜
- 2012年八大綜合台《終極一班2》飾那個父〔客串〕
- 2013年湖南衛視、中天《璀璨人生》飾葉平濤
- 2014年台視《雨後驕陽》飾劉木成(中年)
- 2014年中天電視台《逆轉》飾李遠
- 2014年大愛電視台《指尖的溫暖》飾簡守信
- 2014年公視《水源地》飾陳仁生
- 2014年大愛電視台《光合一加一》飾陳老師
- 2014年大愛電視台《媽媽的真心畫》飾薛當景
- 2014年大愛電視台《河畔卿卿》飾李樹木
- 2014年三立都會台《22K夢想高飛》飾許士堂
- 2014年八大綜合台《終極惡女》飾程醫生
- 2015年華視《空白轉機》飾廣俊爸
- 2015年大愛電視台《南國小太陽》飾林明義
- 2015年台視/《TVBS歡樂台》《唯一繼承者》飾莫少風
- 2016年三立都會台《1989一念間》飾陳國章
- 2016年大愛電視台《歸·娘家》飾吳壽
- 2016年大愛電視台《我和我母親》飾林坤柱
- 2016年中視《純萃年代》飾高大樹
- 2016年《盲約》飾夏爾
- 2016年台視《700歲旅程》飾陳立業
- 2016年客家電視台《黑盒子》飾
- 2017年三立都會台《只為你停留》飾徐彥廷
- 2017年中天綜合台《那刻的怦然心動》飾晨爸
- 2018年  《甜蜜暴擊》飾程大福
- 2018年浙江衛視《台灣往事》飾林漢仁
- 2018年公視《8號公園》飾談風生
- 2019年公視、HBOAsia《通靈少女2》飾湯勝元
- 2018年  公視《生死接線員》飾周先生
- 2019年大愛電視台《掌中人生》飾林義澤
- 2019年大愛電視台《百歲仁醫》飾楊思標
- 2019年優酷、愛奇藝《長安十二時辰》飾李適之
- 2020年公視《妖怪人間》飾白淳
- 2020年Netflix《誰是被害者》飾周洋
- 2020年LINETV《黑喵知情》飾沈清楷
- 2020年三立都會台《天巡者》飾吳青原
- 2021年八大戲劇台、衛視中文台《她們創業的那些鳥事》飾廖北川
- 2021年台視、myVideo《2049－刺蝟法則》飾古耀華
- 2021年公視《茶金》飾邱繼文
- 2022年衛視電影台、Disney+《我是自願讓他殺了我》飾李承文
- 2022年大愛電視台《先生娘》飾曹葦
- 2022年華視、公視台語台《婚姻結業式》飾洪鎮邦
- 2022年民視《市井豪門》飾劉正富
- 2022年衛視中文台、中視《仙女姐姐來我家》飾王富貴
- 2023年華視、公視台語台《再見之後》飾杜風
- 2023年華視、公視台語台《婚姻結業式2》飾洪鎮邦
- 2023年Netflix《人選之人-造浪者》飾何榮朗
- 2023年公視、八大戲劇台《最佳利益3－最終利益》飾蔡柏舟
- 2023年大愛電視台《早點回家》飾尹昭德(客串)
- 2024年東森戲劇台《生命捕手》飾葉信隆
- 2024年三立台灣台《願望》飾黃慶堂
- 2024年大愛電視台《你好，我是誰2》飾何慶祥
- 2025年台視《寶島西米樂》飾陳梅樹

## 電影
- 1993《只要為你活一天》飾阿光
- 1994《飛俠阿達》飾安達
- 1997《三十而立》
- 2000《夜奔》飾林沖
- 2002《三方通話》
- 2002《二月十四》
- 2005《鬼媽媽》飾安安父
- 2005《惡月》
- 2009《這兒是香格里拉》
- 2011《與愛別離》飾紀國威
- 2014《痞子英雄2：黎明再起》飾李佐鴻
- 2014《寒蟬效應》飾演丈夫
- 2015《解密風暴（英语：The Clearstream Affair）》飾演尹清楓
- 2017《血觀音》飾演林慶堂
- 2018《角頭2：王者再起》飾演分局長
- 2018《比悲傷更悲傷的故事》飾演醫生
- 2021《跟你老婆去旅行》飾演醫生
- 2021《狂鼠列車》飾演蘇正懷
- 2021《生而為人》飾演李培瑞
- 2023《我的婆婆怎麼把OO搞丟了》飾演唱片行老闆
- 2025《器子》飾演徐元哲

## 音樂錄影帶
- 2015品冠《年少時代》
- 2016李榮浩《爸爸媽媽》

## 主持
- 大愛《戲說人生》
- 緯來《體驗大導遊》

## 舞台劇
- 1990年表演工作坊《如果在冬夜一個旅人》
- 1994年表演工作坊《戀馬狂》
- 1995年表演工作坊《一夫二主》
- 1997年表演工作坊《運將、黑道、狗和他的老婆們》
- 2001年表演工作坊《一婦五夫》
- 2004年表演工作坊《威尼斯雙包案》
- 2006年表演工作坊《暗戀桃花源》（與明華園合作版）
- 2007年表演工作坊《如影隨行》

## 廣播劇
- Power989《幽會》[1]

## 獎項
| 年份   | 頒獎典禮     | 獎項           | 提名/作品              | 結果 | 來源  |
| ------ | ------------ | -------------- | ---------------------- | ---- | ----- |
| 2016年 | 2016華劇大賞 | 最佳催淚獎     | 與蔡黃汝《1989一念間》 | 入圍 | [ 2 ] |
| 2016年 | 2016華劇大賞 | 最佳實力派演員 | 《1989一念間           | 入圍 | [ 2 ] |

## 外部連結
- 尹昭德的Facebook專頁
- 尹昭德在互联网电影资料库（IMDb）上的資料（英文）（英文）
- 尹昭德在香港影庫上的簡介
- 尹昭德在豆瓣上的资料（简体中文）
- 尹昭德在时光网上的簡介（简体中文）